# Café Águias de Ouro
El Café Águias de Ouro o Café Águias D'Ouro está situado en la parroquia de Santo André, en el municipio de Estremoz, en el distrito de Évora, Portugal.
Fue clasificado como IIP - Inmueble de Interés Público en 2002.

## Historia
El edificio fue construido en 1908 y fue inaugurado el 4 de abril de 1909. El arquitecto del proyecto fue Jorge Santos Costa.

## Descripción
Inmueble de planta rectangular de tres plantas, siendo de destacar las enormes ventanas y balcones en los pisos superiores, de estilo Art nouveau, construidas con complejas rejas de hierro con motivos geométricos y vidrieras en verde, marrón y azul.
Es un superviviente de los antiguos cafés de tertulia portugueses de finales del siglo XIX, principios del siglo XX, de ahí la importancia sociológica del inmueble.

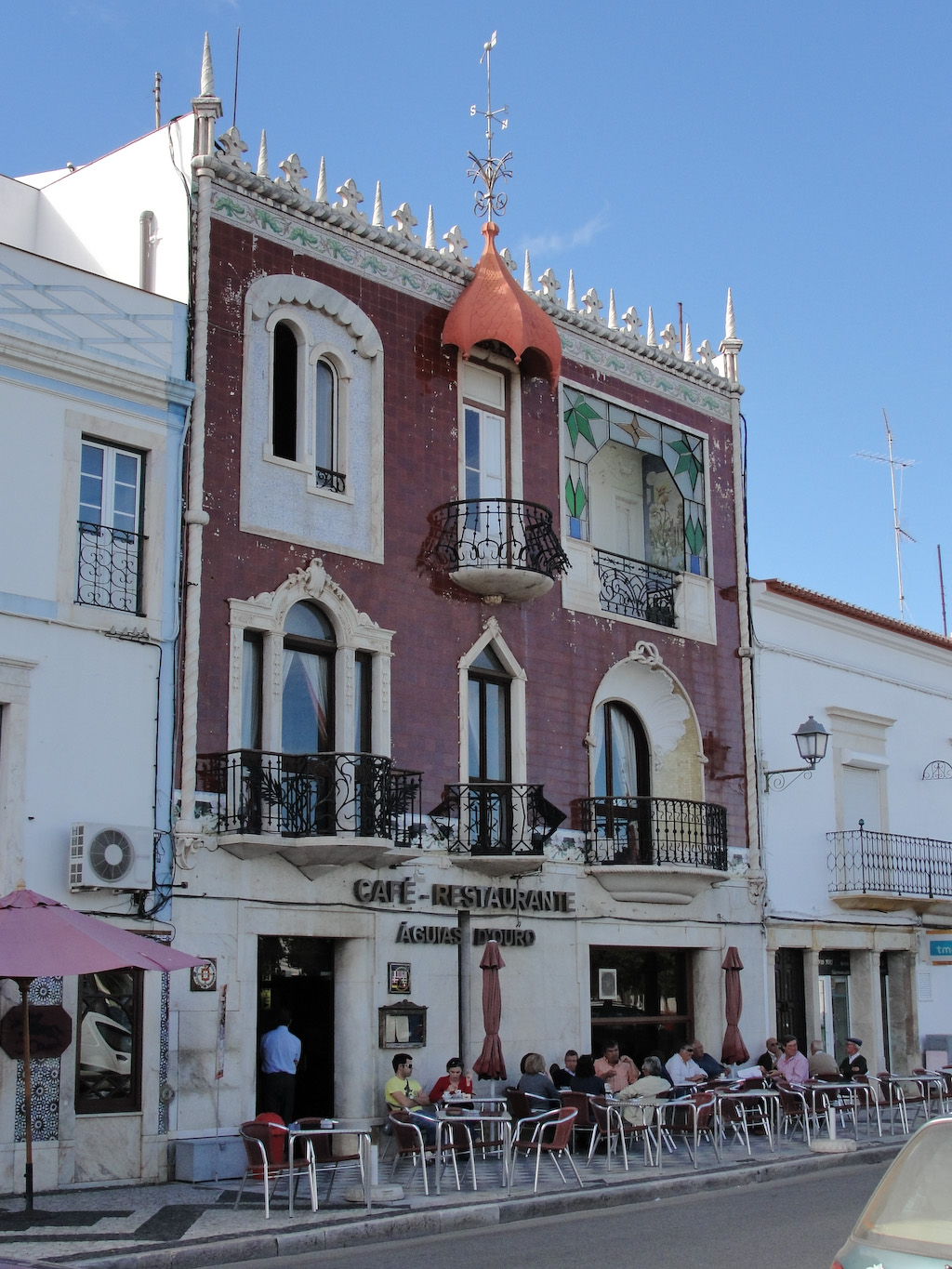
La fachada del edificio.
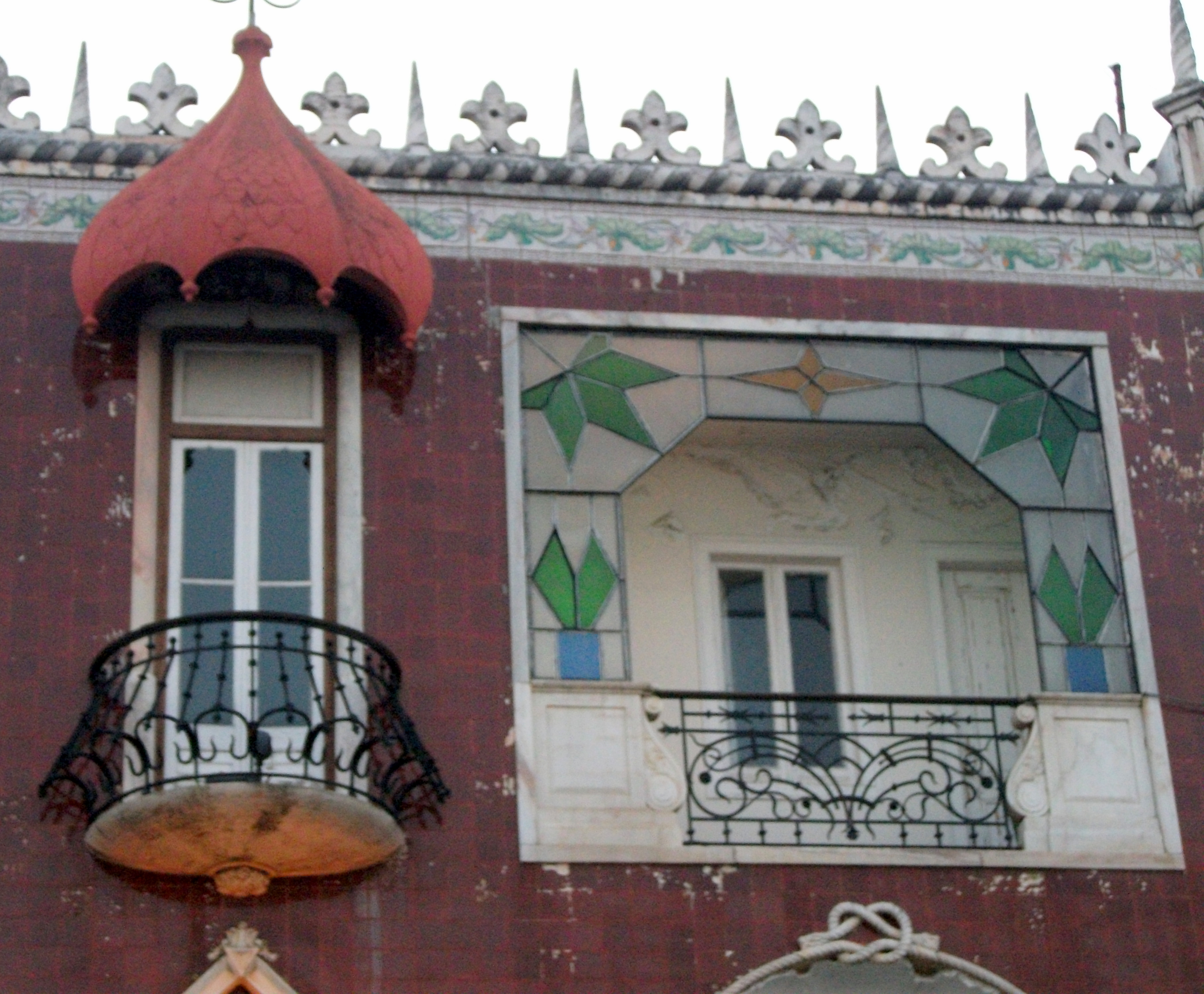
Ventanas en el segundo piso.